# Clause de sortie forcée
Une clause de sortie forcée (surnommée clause shotgun) est une disposition parfois incluse dans des conventions d'actionnaires. 
Elle vise, à partir d'une certaine date après la date de signature du pacte d'actionnaires, à permettre à un actionnaire de la société d'offrir à ses coactionnaires d'acheter les actions qu'il détient, sans quoi, il aura le droit d'acheter les leurs.